# Pince à sucre
Une pince à sucre, est un ustensile de cuisine, ainsi qu'un couvert de table, avec lequel une personne (serveur, hôte) propose des morceaux de sucre aux personnes présentes afin de les verser dans des tasses contenant un breuvage (thé, café). De forme semblable à la pince à glace, cet ustensile présente à chacune de ses extrémités une petite spatule découpée ou non en griffes.
Il ne faut pas confondre la pince à sucre avec les ciseaux à sucre qui servent à casser le sucre.

## Historique
À l'origine, la pince à sucre est un type de pince identique dans sa forme et son usage aux autres formes de pinces (pince à asperge, par exemple) mais celles-ci vont évolueur vers une forme particulière afin de mieux les identifier sur la table. À la fin du XVIIe siècle, celle-ci commencent à se généraliser en tant qu'instrument spécifique à la manipulation des morceaux, telles que des pinces en forme d'oiseau dont le bec servait à tenir le sucre.

## Présentation
Il existe différentes variétés de pinces à sucre, dont notamment :
- La pince à sucre à ressort (dite « en crabe »), très courante, en forme de tenaille miniature à l’extrémité et munie d’un système de ressort.
- La pince à sucre de type « bistro » ou de bar, très simple qui ne possède pas de système mécanisé.
- La pince à sucre coupante qui se rapproche plus des pinces à sucre ancestrales et qui s'apparente aux ciseaux à sucre.
- La pince à sucre « cigogne » qui évoque la forme d'un oiseau tenant le sucre dans son bec.
- La pince à sucre articulée, ancienne et assez rare

Différents types de pinces à sucre
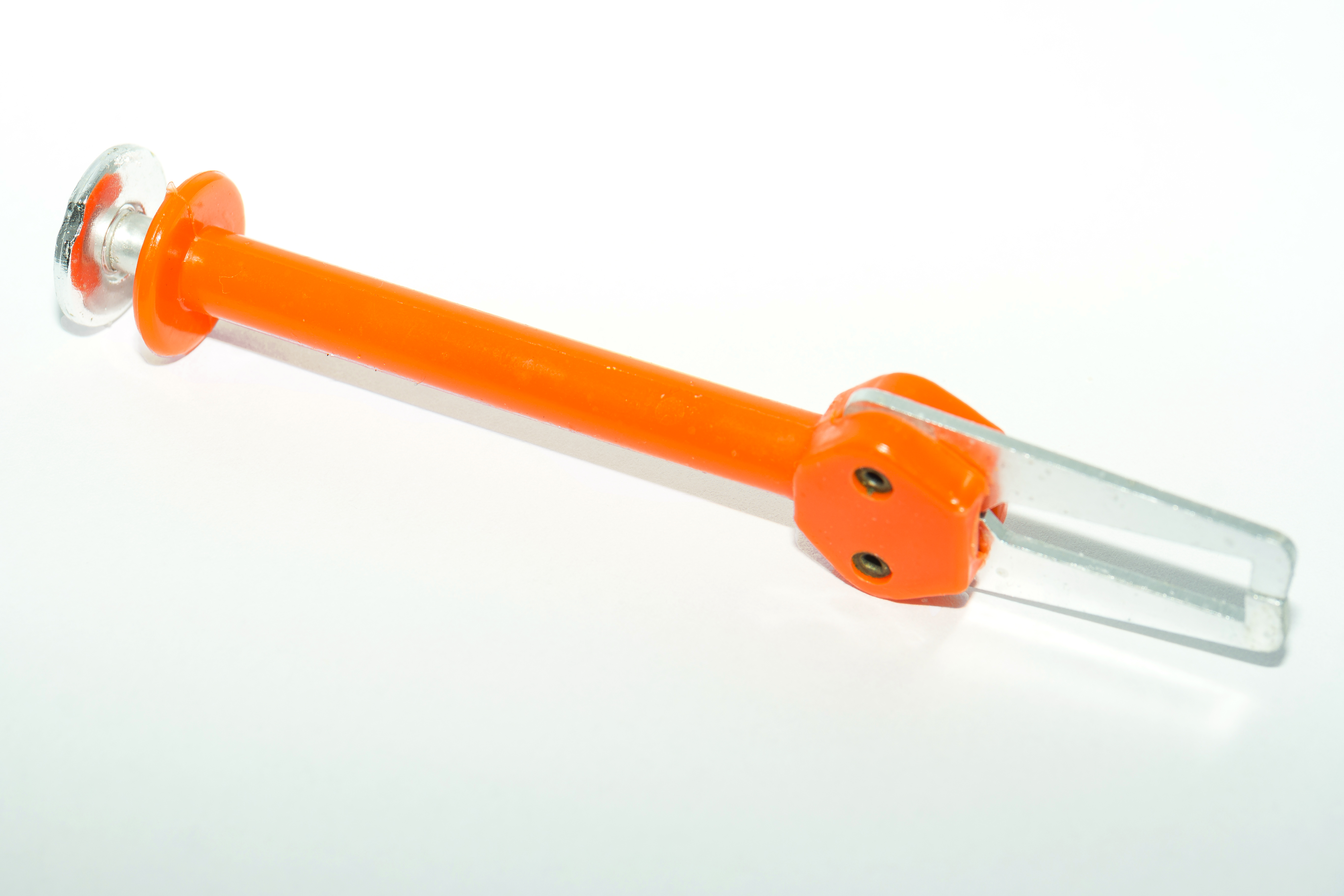
Pince à ressort
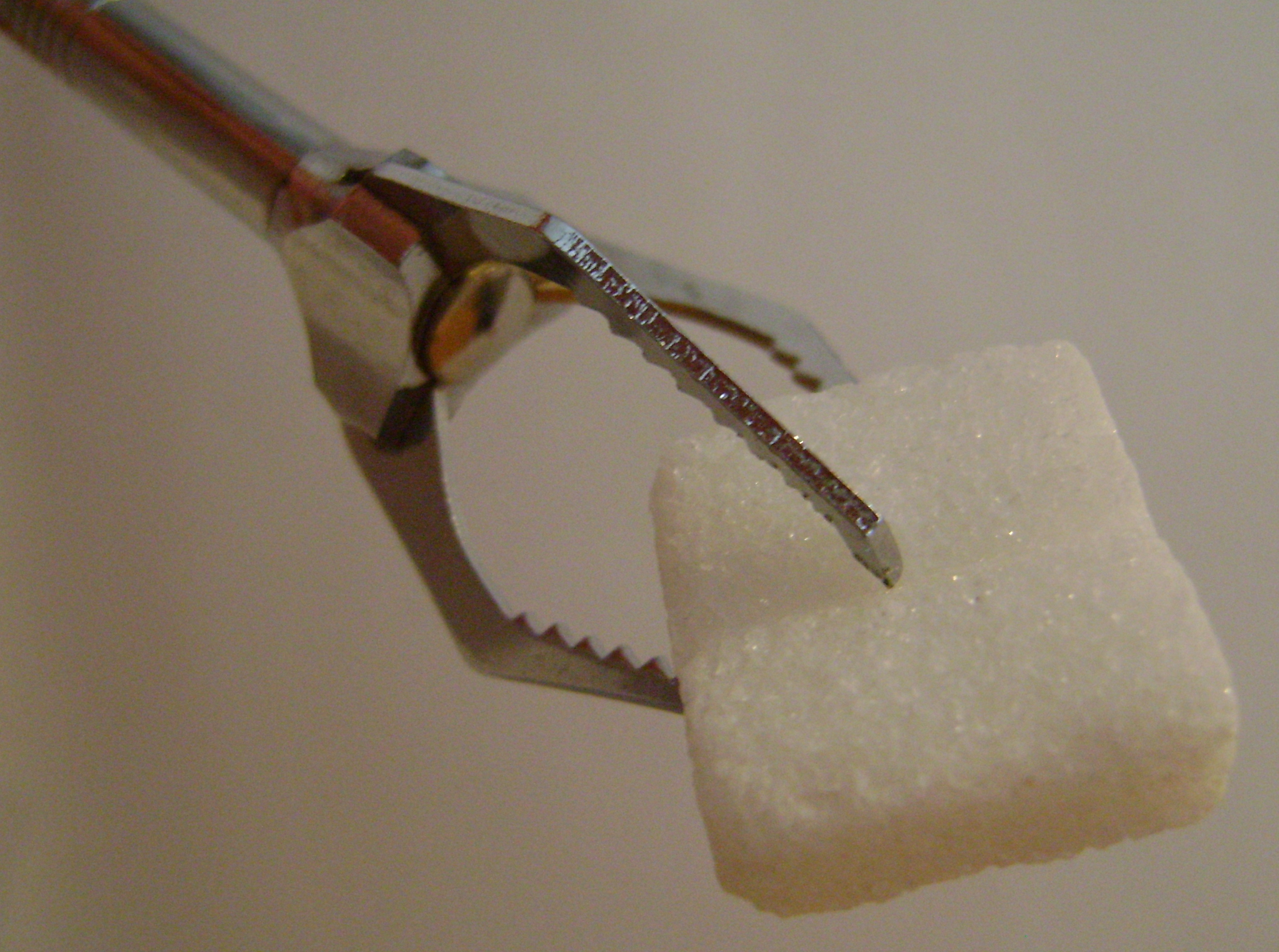
Pince en crabe et son sucre
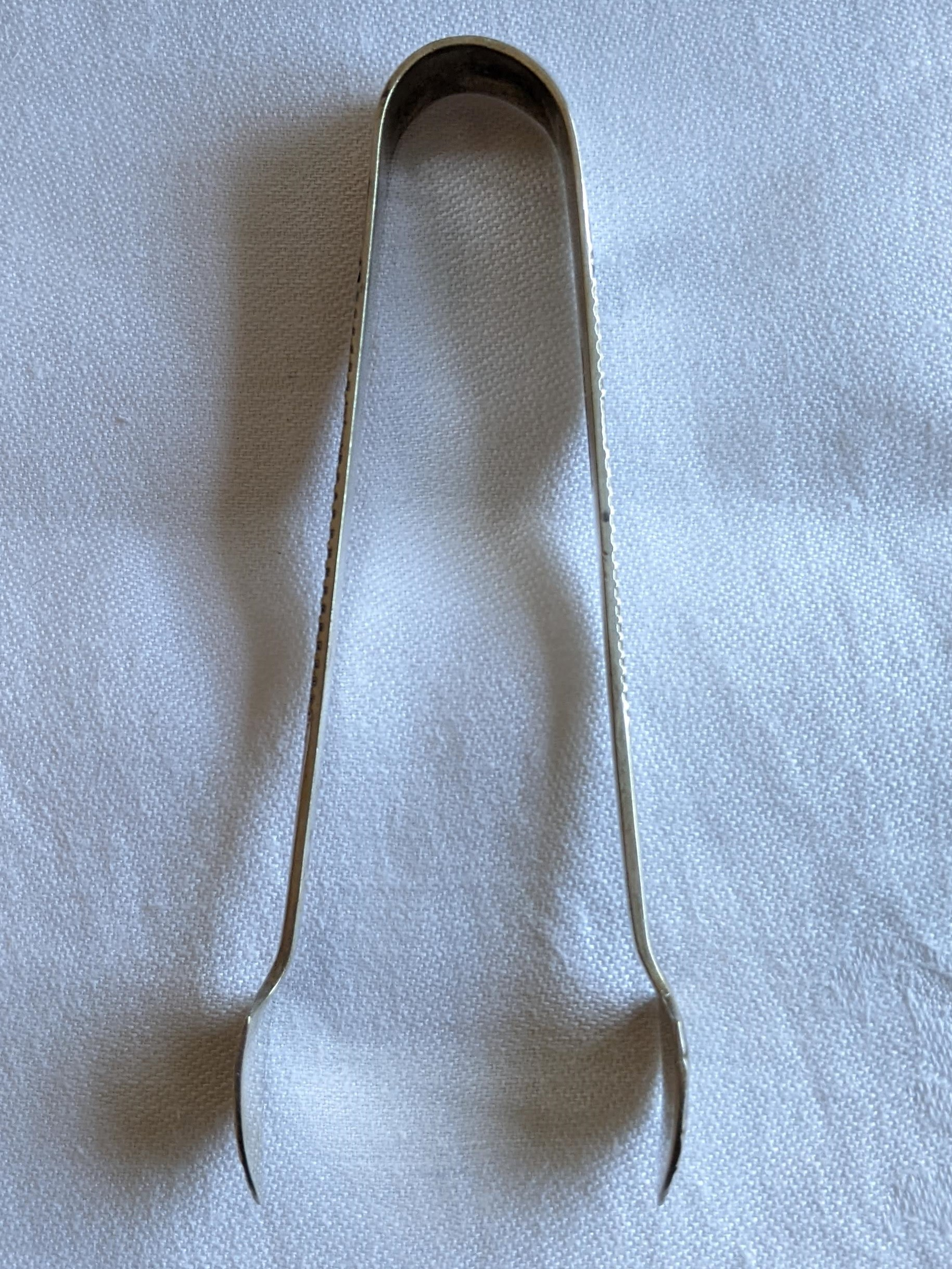
Pince classique dite de bistro
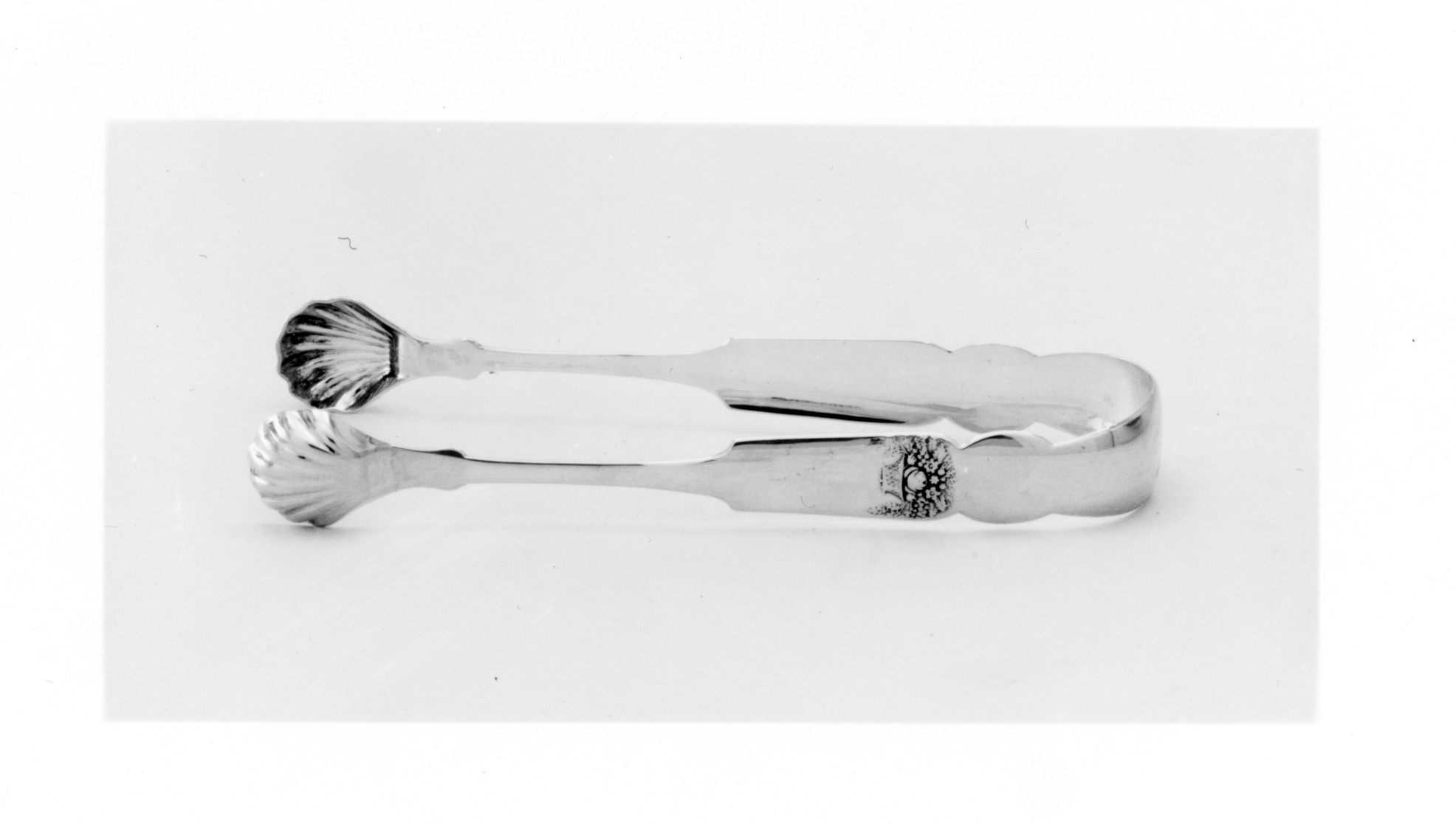
Pince classique de table
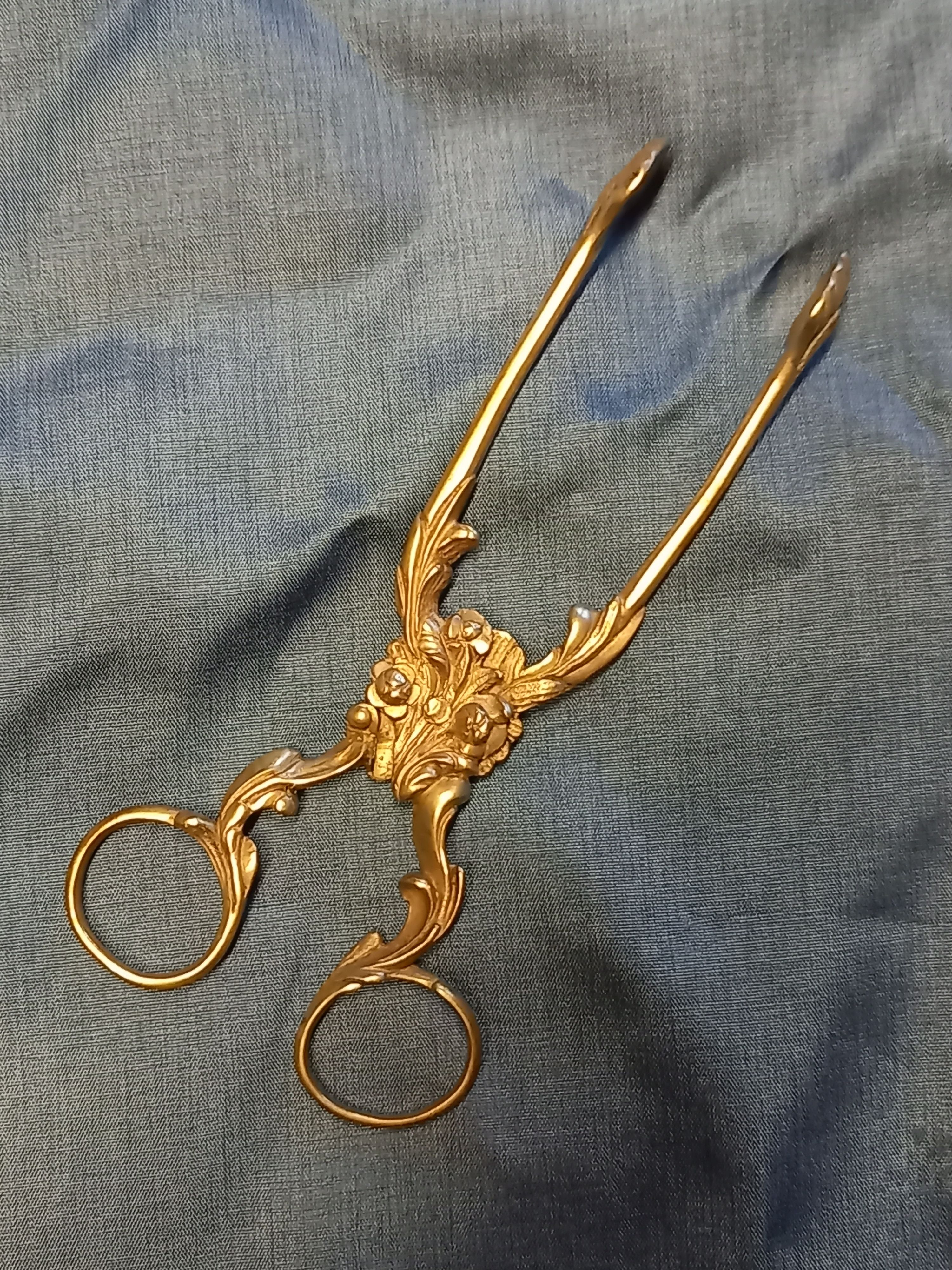
Pince en forme de ciseaux
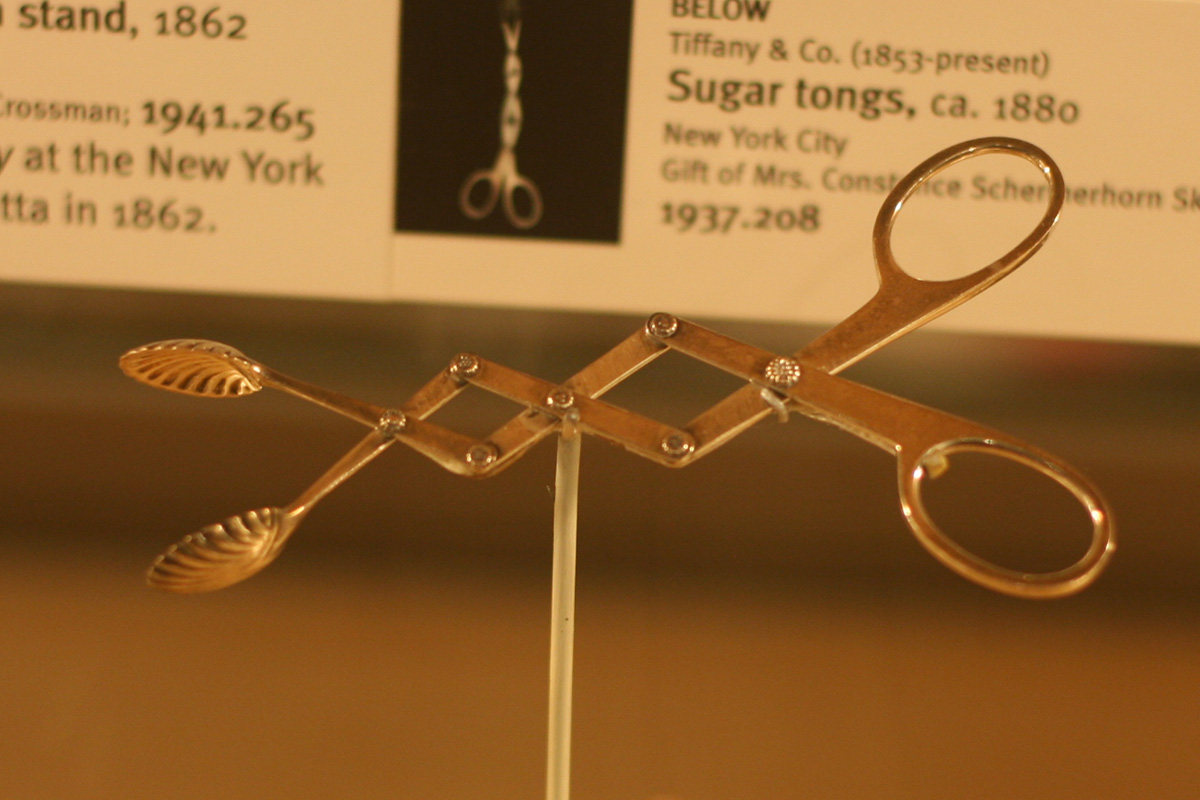
Pince articulée